# 広福ライナー
広福ライナー （こうふくライナー）は、福岡県福岡市・北九州市と広島県広島市を結ぶ昼行高速バスである。元々は夜行便も運行しており、以前は夜行便も同一の名称で統一されていたが、2022年12月16日運行分より夜行便は広島ドリーム博多号（ひろしまドリームはかたごう）という名称が新たに付与された。本稿では両系統とも同一路線として扱うと共に、広福ライナーを「昼行便」・広島ドリーム博多号を「夜行便」としてそれぞれ従前の呼称において記述する。
かつては夜行便においては東広島市を経由して福山市まで運転されていた。
全便座席指定制で、乗車には事前の予約が必要。

## 運行会社
- JR九州バス
  - 博多支店が昼行便・夜行便を担当。
    - 夜行便は2012年7月31日から、中国ジェイアールバスに代わって担当[1][2]。
- JRバス中国
  - 広島支店が昼行便・夜行便を担当。
    - 2012年7月30日までは、夜行便も担当していた。当初は広島支店の担当で、折り返しローズライナー（広島 - 福山）となっていたが[3]、ローズライナーから中国ジェイアールバスが撤退した2009年3月1日から夜行便は岡山支店の担当に変更された。2022年12月16日のダイヤ改正により再び夜行便を担当する事となった。
- 広交観光
  - 落合営業所が昼行便を担当。

過去の運行会社
- 中国バス
  - 福山営業所が夜行便を、広島営業所が昼行便をそれぞれ担当していた。手続き上は2022年12月15日を以って同社の運行を終了（撤退）としている。
  - ただし、中国バスの公式ウェブサイトでは、運休中扱いで掲載が継続され、福山駅前の高速バスのりばに掲示されている時刻表では、以後の内容更新後も、2023年9月時点では運休中かつ中国バス単独運行扱いで掲載が継続されている。

## 歴史
- 2002年5月31日 - JR九州バス・中国JRバス・広交観光・中国バスの4社により福岡・北九州 - 広島・福山間に「広福ライナー」を運行開始[4]。福岡・北九州 - 広島間の高速バスはミリオン号の廃止以来、約9年ぶりに復活。当初は7往復[4]（昼行6往復・夜行1往復）であった。
- 2004年12月1日 - 火・水・木曜は9往復（昼行8往復・夜行1往復）、金・土・日・月曜は10往復（昼行9往復・夜行1往復）に増便。
- 2006年12月22日 - 旧・中国バスの事業廃止により、同社担当便を新・中国バス（両備ホールディングスの100%子会社）に移管。
- 2009年9月19日 - 早期購入割引を設定、乗車1週間前までに乗車券を購入する場合に限り、博多駅交通センター - 広島バスセンター間の運賃を2,000円、博多駅交通センター - 福山駅前（広島バスセンター以東）間の運賃を2,500円とする。
- 2009年12月22日 - 毎日1日10往復（昼行9往復・夜行1往復）に増便。
- 2010年12月1日 - バス停名改称（「博多駅交通センター」を「博多バスターミナル」に[5]、「西条（法務局前）」を「西条昭和町」にそれぞれ改称）。
- 2012年7月31日 - 中国JRバスが夜行便から撤退し、JR九州バスが夜行便の運行を開始。夜行便は中国バスとJR九州バスによる運行となる。
- 2014年2月28日 - 当日乗車分をもって、早期購入割引が終了。
- 2014年4月1日 - ダイヤ改正。
  - 昼行便の経路変更。
    - 中筋・広島IC経由から広島高速4号線・五日市IC経由に変更。
    - 不動院、中筋駅に停車しなくなる。
    - 途中休憩を美東SA1か所から吉志PA・下松SAの2か所に変更。
    - 所要時間の増加（3時間55分→4時間32分）。

  - 夜行便の「不動院」の乗り場変更（従来の反対側）。
  - 消費税増税に伴う運賃改定。
- 2014年10月1日 - ダイヤ改正。
  - 大塚駅、広域公園前にも停車。
  - 昼行の博多バスターミナル出発便に限り、広島駅南口まで延長。
- 2015年6月1日 - 発車オ〜ライネットにて前日までに予約分に限り「WEB割1（ワン）」を導入（昼行:月-木2,500円、金・土・日・祝3,500円　夜行:祝日を除く月-木のみ乗車区間により3,500円から4,500円、いずれも最繁忙期には設定されないこともある）。
- 2018年8月1日 - 7月豪雨復旧作業のため、当分の間中国ジェイアールバス運行分を広交観光が代替運行
- 2020年（令和2年）4月8日：新型コロナウイルス感染拡大の影響により、この日の出発便から当面の間運休。
- 2020年（令和2年）9月23日：減便ダイヤ（昼行4往復、夜行1往復）にて運行再開。
- 2021年（令和3年）4月16日：一部の便の運行を再開（昼行7往復、夜行1往復）
- 2021年（令和3年）5月17日：新型コロナウイルス感染症拡大防止のため、運休便を追加（昼行6往復の運行）
- 2021年（令和3年）5月24日：新型コロナウイルス感染症拡大防止のため、運休便を追加（昼行5往復の運行）
- 2021年（令和3年）7月1日：新型コロナウイルス感染症拡大防止に伴い、運休中の一部の便の運行を再開
- 2021年（令和3年）7月22日：夜行便の運行を再開
- 2022年（令和4年）4月1日：ダイヤ改正。中国バス（昼行便）・広交観光運行便の広島市内のルート変更。広域公園駅・大塚駅・広島駅（上り便のみ）の各停留所を廃止し、中筋駅・新白島駅に停車。
- 2022年（令和4年）12月16日：ダイヤ改正を実施。中国バスが運行から撤退。夜行便を含む12便全便、広島駅新幹線口発着に変更し、新白島駅及び中筋駅、夜行便の西条昭和町〜福山駅前間の各停留所を廃止。夜行便に「広島ドリーム博多号」の路線愛称を設定し、中国ジェイアールバス及びJR九州バスによる運行に変更[6]。
- 2023年（令和5年）7月1日 - 広島ドリーム博多号の北九州地区への停車を「小倉南IC」から「小倉駅前（セントシティ前乗り場）」へ変更[7]（広福ライナーは従来通り小倉南ICに停車）。
- 同年9月8日 - 広島ドリーム博多号夜行便に関して、平日の利用客の少なさから収支に見合わないため10月10日から週末・繁忙期のみの運行になる旨が発表[8]。

## 運行経路・停車停留所
太字は停車停留所。クローズドドアシステムを採用しているため、福岡県内および広島県内のみの利用は不可。
昼行便（広福ライナー）
博多バスターミナル - 呉服町出入口 - （福岡都市高速2号線・1号線・4号線） - 福岡IC - （九州自動車道） - 小倉南IC - （九州自動車道・関門橋・中国自動車道・山陽自動車道・広島岩国道路・山陽自動車道） - 五日市IC - （広島県道71号線） - 広域公園前 - 大塚駅 - 沼田出入口 - （広島高速4号線） - 中広出入口 - （広島市街地） - 広島バスセンター - 広島駅新幹線口
- 吉志PA・下松SAで各15分の乗客開放休憩をおこなう。

夜行便（広島ドリーム博多号）
博多バスターミナル - 呉服町出入口 - （福岡都市高速2号線・1号線・4号線） - 福岡IC - （九州自動車道） - 八幡IC - （北九州高速4号線） - 足立出入口 - 小倉駅前（セントシティ前高速バス乗り場） - 富野出入口 - （北九州高速4号線） - 門司IC - （九州自動車道・関門橋・中国自動車道・山陽自動車道・広島岩国道路・山陽自動車道） - 五日市IC - （広島県道71号線） - 広域公園前 - 大塚駅 - 沼田出入口 - （広島高速4号線） - 中広出入口 - （広島市街地） - 広島バスセンター - 広島駅新幹線口
- めかりPA（広島行き）/壇之浦PA（福岡行き）・宮島SAの各2箇所において消灯前と翌日早朝車内点灯時にそれぞれ15分間ずつの乗客開放休憩をおこなう。これ以外にも他のSA・PAで時間調整・車両点検・乗務員仮眠のため長時間停車するが、乗客が車外に出ることはできない。

## 運行回数
- 1日合計6往復。
  - 広福ライナーは1日5往復（JR九州バス2、広交観光2、JRバス中国1）
  - 広島ドリーム博多号は1日1往復（JR九州バスとJRバス中国が1日0.5往復ずつ交互に担当）

## 使用車両・車内設備
- ハイデッカー
  - 中国JRバス ： いすゞ・ガーラ、三菱ふそう・エアロバス
  - JR九州バス ： 三菱ふそう・エアロエース・三菱ふそうエアロクイーン（スーパーハイデッカー）
  - 広交観光   ： ヒュンダイ・ユニバース、三菱ふそう・エアロエース
- 4列シート（昼行便）
- 3列独立シート（夜行便）
- トイレ（昼行便の一部にパウダールーム付車両あり）
- フリーWi-Fi
- コンセントまたはUSBポート

各社とも車両都合時や2号車以降の続行便には上記とは車両様式が異なる場合があり、時としてトイレ無しの高速車・貸切車が入る事もある。

## 特記事項
発車オ〜ライネットでは本来同じ予約番号以外の男女が隣り合わせになるのを防止するようになっているが、本路線の昼行便については男女が隣り合わせになる場合がある。

## 競合路線
- ロイヤルエクスプレス（ロイヤルバス）
- WILLER EXPRESS（祐徳自動車）